# Szászzalatna
Szászzalatna, románul Zlagna, németül Schlatt, település Romániában, Szeben megyében, Szentágota közelében.

## Története
Első említése posessio Zalathna néven 1318-ból származik. Eredetileg szász község volt. Mivel azonban a Királyföldön kívül feküdt, a lakói jobbágyok voltak. A jobbágyságnak az 1848-as forradalom vetett véget.

## Látnivalók
A kisméretű gótikus templom a 15. században épült, a harangtornya pedig 1828-1830 között.

## Fordítás
- Ez a szócikk részben vagy egészben  a   Zlagna című német Wikipédia-szócikk ezen változatának fordításán alapul.  Az eredeti cikk szerkesztőit annak laptörténete sorolja fel. Ez a jelzés csupán a megfogalmazás eredetét és a szerzői jogokat jelzi, nem szolgál a cikkben szereplő információk forrásmegjelöléseként.